# Luc Dhoore
Lucien (anomenat Luc) Dhoore (Waarschoot, 4 de desembre de 1928 - Genk, 10 de febrer de 2021) va ser un polític belga social-cristià, membre del Christen-Democratisch en Vlaams (CVP). Va ser secretari d'Estat, després ministre en diversos governs entre 1972 i 1981.

## Biografia
Luc Dhoore era doctor en dret i llicenciat en ciències polítiques i socials. Va treballar com a jurista al gabinet del ministre de l'Educació Pierre Harmel als anys 1950, a continuació va ser nomenat director del servei del personal de la mina de carbó de Winterslag.
Era membre del CVP als anys seixanta i pertanyia a l’ala del partit vinculada al Moviment Obrer Cristià. Pel CVP, va ser regidor municipal de Genk del 1971 al 1988. Va ser membre de la Cambra de Representants de Bèlgica del 1969 al 1993, elegit al districte de Hasselt. Va ser vicepresident de la Cambra i president del grup CVP del 1988 al 1991 i qüestor del 1991 al 1993.
Del desembre de 1971 a octubre de 1980, després del doble mandat llavors vigent, va formar part del Consell cultural de la Comunitat cultural neerlandesa, que es va crear el 7 de desembre de 1971. Del 21 d'octubre de 1980 a gener 1993, va ser membre del Consell flamenc, successor del Consell cultural i precursor de les actuals Corts Generals flamenques.
Va entrar al govern el 1972. Va ser secretari d'Estat d'Economia Regional als governs Gaston Eyskens V i Leburton I del 1972 al 1973. Va afegir a aquesta competència, les de Planificació Territorial i Habitatge, sota els governs Leburton II i Tindemans I i II del 1972 al 1976. Després es va convertir en ministre de Benestar Social el 1976 al govern de Tindemans II, càrrec que mantindria al govern de Tindemans III. Després es va fer càrrec de la Salut Pública i el Medi Ambient en els següents quatre governs del 1977 al 1980. Va assumir la cartera de ministre de Benestar Social del 1980 al 1981, a més de Sanitat, dins del govern Martens IV. Va ser ministre per última vegada, el 1981, al govern de Mark Eyskens. S'encarrega de Benestar, Família i Salut.
La llei del 4 de juliol de 1989 relativa a la limitació i al control de les despeses electorals, […] el finançament i la comptabilitat oberta dels partits polítics és normalment anomenada « llei Dhoore ».
L'any 2009, Luc Dhoore es va convertir en el primer ciutadà d'honor de la ciutat de Genk. Igualment va ser president del Nationaal Centrum voor Ontwikkelingssamenwerking i del Vlaams Centrum voor Integratie van Migranten. Luc Dhoore va ser igualment membre de l'AWEPA, l'associació dels parlamentaris europeus que donen suport a la democràcia a Àfrica i va ser voluntari amb la seva dona a la regió dels Grans Llacs.
Casat i pare de cinc nens, Luc Dhoore va morir el 10 de febrer de 2021 a l'edat de 92 anys.